# 青製煎茶製法
青製煎茶製法（あおせいせんちゃせいほう）とは、日本の茶業における大きな変革のひとつ。
日本にもたらされ栽培されるようになった茶は、春に摘み取った新芽（または古葉）を蒸すか、ゆでるかして加熱処理し、その後「ほいろ」（現在のものとは構造が違うもの）や日光にて乾燥させて仕上げる。そうしてできあがった茶葉は、色が黒っぽいもので、庶民はこの黒っぽい茶を飲んでいた。
近世になると永谷宗円らの長きに及ぶ開発により、乾燥させる前に「揉む」工程が入るようになり、徐々に品質も向上していった。そのようにして製法が改良された煎茶は完成品の茶葉も青く緑色に仕上がり、それまでのものを「黒製」と呼んだのに対して「青製」と呼ばれた。
こうした「青製煎茶」の登場の過程は、当時の資料から明らかになってきており、江戸時代後期の抹茶から煎茶への流行の推移と、より高品質な商品を求める需要から茶の品質が向上していく中でのひとつの到達点となったことが明らかとなっている。
この青製煎茶製法で作られた青製は商人の山本嘉兵衛によって江戸で流行し、現在の煎茶文化が生まれるきっかけとなった。煎茶の商業的成功により、山本の興した山本山は江戸で確固たる地位を築き、また永谷によって宇治田原茶の販路が開拓されたことで、当時斜陽だった宇治茶の復活に成功している。

## 参考資料
- 「宇治田原町史 第1巻」
- 「茶の大事典」
- 「緑茶の時代 宇治・黄檗の近世史」